# ローラ・T800

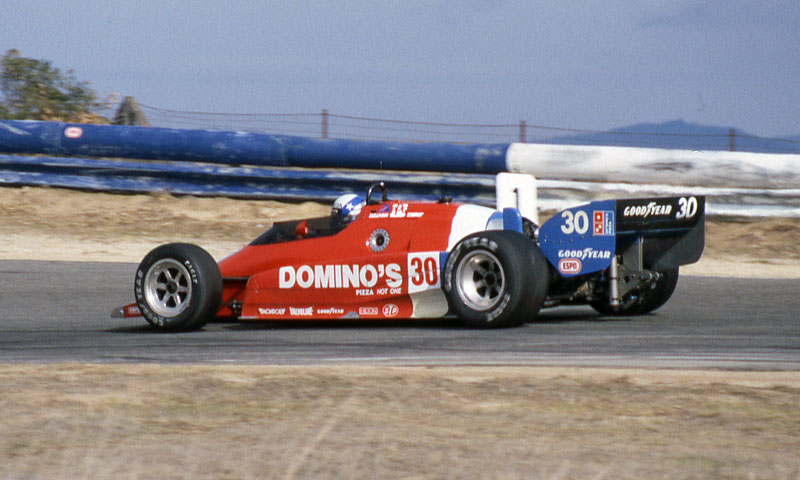
ローラ・T800-コスワース（ダニー・サリバン車）

ローラ・T800 (Lola T800) は、ローラが設計・製造したオープンホイールレーシングカーである。1984年のインディカー・シーズンで使用された。ニューマン・ハース・レーシングが使用し、1983年にポール・ニューマンとカール・ハースによって設立されたニューマン・ハースチームは、CART参戦2年目にT800を投入した。コスワースターボエンジンを搭載し、マリオ・アンドレッティとダニー・サリバンがドライブした。アンドレッティはメドウランズでの初勝利を皮切りに、アンドレッティとサリバンは8連勝し、アンドレッティが5勝、サリバンが3勝を記録した。しかし、インディアナポリス500ではマーチを駆るリック・メアーズが優勝し、勝利を挙げることが出来なかった。アンドレッティはT800でその年のシリーズチャンピオンを獲得した。エンジンは800 hp (600 kW) 発生するフォード・コスワース DFXを搭載していた。